# Apache OpenNLP
Apache OpenNLP är en mjukvara som använder maskininlärning för naturlig språkbehandling (NLP). Den stödjer de vanligaste uppgifterna för NLP, så som språkdetektering, tokenisering, meningssegmentering, ordklasstaggning, namngiven enhetsigenkänning, chunking, parsing och co-referens avgöring. Dessa typer av uppgifter behövs vanligtvis för att utveckla mer avancerade textbehandlingstjänster.
det är skrivet i Java och kan enkelt integreras i Java-projekt eller projekt som använder Java Virtual Machine (JVM).
De medföljande komponenterna möjliggör utförandet av respektive språkbehandlingsuppgift, träning och ofta utvärdering av en modell. Var och en av dessa komponenter kan nås via applikationsprogrammets anslutning (API). Dessutom kan de alla nås via kommandoradsgränssnittet (CLI) för att underlätta experiment och utbildning.

## Detaljer
- Språkidentifiering: "LanguageDetector" kräver en tränad modell. OpenNLP själv erbjuder den fullt utbildade modellen langdetect-183.bin som en nedladdning. Denna kan identifiera 103 språk.[6].
- Meningsigenkänning: "SentenceDetector" känner igen om en punkt markerar slutet på en mening eller om den har en annan betydelse. Här krävs återigen specifikationen av en utbildad mall. OpenNLP tillhandahåller mallar för olika språk, t.ex. opennlp-sv-ud-talbanken-sentence-1.3-2.5.4.bin för igenkänning av meningar i svenska texter.[7]
- Tokenisering: tokenizer delar upp en teckensträng i tokens. Tokens är vanligtvis ord, skiljetecken, siffror etc.
- Part-of-speech labelling: OpenNLP har ett urval av förutbildade mallar för 36 språk (tyska, engelska, spanska, portugisiska, danska etc.). Dessa mallar kan användas för att automatiskt märka en textkorpus på ett av dessa språk.[8]
- Extrahering av namngivna enheter: "TokenNameFinder" kan känna igen namngivna enheter och siffror i text. En mall krävs för att känna igen enheter. Modellen beror på språket och vilken typ av entitet den är tränad för. OpenNLP-projektet erbjuder en rad olika förtränade modeller som har tränats på olika fritt tillgängliga korpusar. De kan laddas ner från sidan för nedladdning av mallar.